# المزيفون (فلم)
المزيفون فيلم كوميدي سوري للثنائي دريد ونهاد عام 1975.

## قصة الفيلم
تدور الأحداث حول إحدى القرى التي يحكمها عمدة فاسد يظلم السكان، تصل شكاوى كثيرة من الأهالي إلى العاصمة، فتقرر السلطات إرسال مفتش متخفٍ ليعرف حقيقة الأمر، ويستطيع العمدة معرفة هذه المعلومات، في ذلك الوقت يصل شاب غريب إلى القرية، فيعتقد الحاكم أنه المفتش ويعامله باحترام خوفاً منه، فيستغل الشاب الموقف في تحقيق مطالب أهل القرية ويقع في حب ابنة العمدة.
- القصة مقتبسة عن مسرحية المفتش العام للكاتب الروسي نيقولاي غوغول

## طاقم العمل
تمثيل
- دريد لحام
- نهاد قلعي
- صباح الجزائري
- طروب
- عدنان بركات
- عمر حجو
- عبد المولى غميض
- ياسين بقوش
- رياض نحاس
- شاكر بريخان
- هيثم جبر
- محمد طرقجي
- عبد السلام الطيب

تأليف
- محمود تيمور: قصة.
- نهاد قلعي، دريد لحام: سينارية وحوار.

إخراج
- محمد سلمان: مخرج.
- يوسف شرف الدين: مساعد مخرج.

إنتاج
- نادر الأتاسي
- تحسين القوادري[2]